# Mihai Godea
Mihai Godea (n. 25 ianuarie 1974, Pîrlița, raionul Ungheni, RSS Moldovenească, URSS, astăzi în Republica Moldova) este un politician moldovean, fost deputat în Parlamentul Republicii Moldova, președintele Partidului Acțiunea Democratică. 

## Biografie

### Studii
- 1991–1996 — Universitatea de Stat din Moldova, Facultatea de Istorie
- 1997–2001 — a urmat doctoratul la Institutul de Istorie a Academiei de Științe a Moldovei
- 2006 — Institutul European de Studii Politice

### Activitatea profesională
- 1997 — Primăria municipiului Chișinău, Direcția tineret și sport, specialist principal în problemele tineretului
- 1997–1999 — Fundația de Tineret “Secolul 21”, coordonator de programe
- 1999 — Centrul Național de Asistență și Informare a ONG-urilor din Moldova “CONTACT”, coordonator al programului de instruire
- 2001–2001 — Centrul Național de Asistență și Informare a ONG-urilor din Moldova “CONTACT”, șef al echipei de Implementare al Programului dezvoltare comunitară
- 2002–2005 — Centrul Național de Asistență și Informare a ONG-urilor din Moldova “CONTACT”, șef al Departamentului dezvoltarea ONG-urilor
- 2003–2005 — vice-director al Centrul Național de Asistență și Informare a ONG-urilor din Moldova “CONTACT”
- 2004–2007 — membru al Consiliului de participare privind elaborarea, implementarea și evaluarea Strategiei de Creștere Economică și Reducere a Sărăciei 2004–2006 (SCERS)
- 2005–2008 — director executiv al Centrul Național de Asistență și Informare a ONG-urilor din Moldova “CONTACT”
- 2007–2008 — membru al Comitetului național de coordonare a elaborării programului “COMPACT”
- 2007–2008 — membru al Comitetului național de coordonare a asistenței tehnice, pe lîngă Guvernul Republicii Moldova

### Activitatea obștească
- Din 2003 — secretar al Coaliției pentru Dezvoltare Economică Rurală
- 2004–2005 — secretar al Coaliției Civice pentru Alegeri Libere și Corecte “Coaliția-2005”
- 2005–2006 — președinte al Consiliului Național al organizațiilor neguvernamentale din Moldova
- 2007 — secretar al Coaliției Civice pentru Alegeri Libere și Corecte “Coaliția-2007”
- 2008 — președinte al Consiliului absolvenților programelor de schimb al Ambasadei Statelor Unite ale Americii în Republica Moldova

### Activitate politică
- 2000–2002 — membru în Partidul Forțelor Democratice
- 2002–2005 — membru în Partidul Democrat din Moldova
- 2007—mai 2011 — prim-vicepreședinte al Partidului Liberal Democrat din Moldova
- 2009–2011 — deputat în Parlamentul Republicii Moldova de Legislaturile a XVII-a, XVIII-a și XIX-a, lider al fracțiunii PLDM
- 2011–prezent - deputat independent în Parlamentul Republicii Moldova de Legislatura a XIX-a.

La data de 3 mai 2011 Mihai Godea a părăsit PLDM și s-a lansat independent în alegerile pentru Primăria Capitalei. Mihai Godea a participat la alegerile primarului general al municipiului Chișinău 2011 în calitate de candidat independent, obținând 0,82% de voturi.
La 23 iunie 2011 Mihai Godea, împreună cu un grup de persoane din mai multe domenii de activitate, au lansat o nouă platformă politică - Platforma Alternativa Democratică (PAD). La data de 21 iulie 2011 liderii platformei au anunțat lansarea formațiunii politice - Partidul Acțiunea Democratică (PAD). La Congresul Național de Constituire al Partidului Acțiunea Democratică, care s-a desfășurat la 6 noiembrie 2011, Mihai Godea a foat ales în calitate de președinte PAD.
După ieșirea din PLDM, acuză negocieri secrete PCRM- PLDM, pentru a oferi primăria comuniștilor și evetuale alianțe neformale. Peste o săptămână, PLDM își retrage candidatul la Primăria capitalei.
Pe 26 septembrie, în contextul în care PLDM și PD anunță negocieri separate cu PCRM  ca să obțină voturi  pentru președintele țării, Mihai Godea anunță existența a 3 deputați comuniști, gata să voteze pentru un cadnidat AIE. A doua zi, PLDM și PD revin la formula negocierilor solidare AIE- PCRM. Peste o lună, din PCRM pleacă 3 deputați (grupul Dodon) care vor vota ulterior președintele. 

Pe 16 decembrie 2011 nu-și face publică alegerea în procedura de vot pentru președintele țării, contrar deciziei AIE de a afișa buletinele secrete și contestă votul la Curtea Constituțională. 
După ce câștigă  Arhivat în 18 ianuarie 2012, la Wayback Machine. , procedura de vot este anulată. Astfel, procesul de votare este lut de la capăt, iar în rezultat, AIE mai primește 2 luni de “oxigen”. 
Pe 15 martie 2012, Mihai Godea intră în negocieri cu liderii AIE pentru acordarea votului său noului candidat la funcția de președinte al țării. Votul său a fost decisiv, iar liderii AIE au fost dispuși să semneze cele zece angajamente înaintate de PAD. 
Documentul semnat de liderii AIE și contrasemnat de către deputatul PAD Mihai Godea conține următoarele 10 prevederi:

1. Modificarea în regim de urgență a legislației, în scopul asigurării legalității și constituționalității alegerilor Președintelui Republicii Moldova, în baza proiectului de lege 316 din 15.02.2012 (termen 25 martie 2012)

2. Elaborarea unui plan de demonopolizare a principalelor sfere economice care să includă metode concrete de încurajare a investitorilor pentru a intra pe segmentele de piață aflate în condiții de monopol. (termen – 1 octombrie 2012)

3. Garantarea prin lege a nivelului minim de trai pentru cetățenii Republicii Moldova.

4. Asigurarea previzibilității și stabilității legislației fiscale – aprobarea politicilor fiscale și vamale pentru un termen de cel puțin 3 ani, neadmiterea modificărilor subite ce afectează drepturile antreprenorilor și altor contribuabili. Termen de adoptare a legii – până la finele anului 2012, aplicabilă începând cu 1 ianurie 2013 și pâna cel puțin 1 ianuarie 2016.

5. Garantararea demonopolizării pieței energetice și conectatrea la infrastructura europeană de gaze naturale și electricitate, potrivit specificărilor în Pachetul II și III din acordul energetic cu UE. 

6. Reformarea, demilitarizarea și depolitizarea Ministerului de Interne, CCCEC, Procuraturii Generale și SIS. (termen – 1 ianuarie 2013)

7. Aprobarea și asigurarea resurselor pentru Planul de finanțare complexă a reformei justiției (1 mai 2012) și asigurarea aplicării prioritare și în termenele stabilite a Planului de acțiuni pentru implementarea reformei justiției.

8. Garantarea prin normă legală a neimpozitării remintențelor trimise de către cetățenii Republicii Moldova de peste hotare. (termen – 1 mai 2012)

9. Crearea Autorității Naționale pentru diasporă, care să aibă în sarcină protejarea cetățenilor moldoveni de peste hotare și integrarea socială a celor reveniți în țară. (termen 1 octombrie 2012), punerea în aplicare a strategiei naționale de reintegrare a cetățenilor moldoveni reveniți în țară. (termen –1 octombrie 2012).

10. Soluționarea diferendului Transnitrean doar cu păstrarea caracterului unitar al statului. Arhivat în 4 martie 2016, la Wayback Machine. 

Pe 16 martie 2012, Mihai Godea votează președintele țării.

Mihai Godea a fost singurul deputat care a solicitat prin interpelare oficială anchetarea penală a organizatorilor contraprotestului de la Bălți, din 5 august 2012. În urma interpelării, Victor Șelin, liderul PSD și alții, sunt anchetați penal petru organizarea agresiunilor împotriva unioniștilor de la Bălți. 

De asemenea, Președintele Partidului Acțiunea Democratică, Mihai Godea, a participat la lucrările celui de-al 32-lea Congres al Partidului European Liberal Democrat și Reformist (ELDR), care s-a desfășurat în perioada 24-25 noiembrie 2012, la Palermo, Italia.
La Congres, liderul PAD, Mihai Godea a avut o întâlnire cu Graham Watson, noul președinte al ELDR, care este și raportorul pentru Acordul de Asociere Republica Moldova – UE ,  în cadrul căreia s-a convenit asupra stabilirii în viitor a unui parteneriat PAD – ELDR. De asemenea, au avut loc și alte întrevederi cu înalți oficiali, precum Alexander Graf Lambsdorff, vice-președintele ELDR, reprezentanții PNL România – europarlamentarii Ramona Nicole Mănescu și Norica Nicolai, ex-premierul rus Mihail Kasianov, președintele Uniunii popular-democrate din Rusia și Președintele Mișcării Naționale din Armenia, Aram Manukyan .[nefuncțională]

La 10 octombrie 2012, la propunerea lui Mihai Godea, Comisia Securitate Națională, Apărare și Ordine Publică a Parlamentului a respins proiectul de Lege 2120 din 27.09.2012 (vinieta).
Documentul prevedea introducerea taxei de drum de 7 euro pentru 3 zile,  65 euro pentru 30 zile și 380 euro - 180 de zile, pentru folosirea drumurilor din Republica Moldova de către autovehiculele neînmatriculate în țară, care intră pe teritoriul Republicii Moldova sau îl tranzitează (vinieta). 
La 29 noiembrie 2012, Parlamentul a aprobat în prima lectură proiectul de lege pentru modificarea Codului Penal al Republicii Moldova, prin care cazurile de cenzură în mass-media publică, precum și împiedicarea activității mass-media, sunt calificate drept infracțiuni penale. Inițiativa legislativă a fost înaintată de către președintele Partidului Acțiunea Democratică, deputatul Mihai Godea. 
 Arhivat în 13 iulie 2013, la Wayback Machine.
La 26 februarie 2013, Mihai Godea a depus  Proiectul legislativ al Moțiunii de Cenzură „RETRAGEREA  ÎNCREDERII  GUVERNULUI  REPUBLICII MOLDOVA ”.  Proiectul cuprindea și o motivare care descria situația dezastruoasă creată de guvernare și expunea, pe fiecare sector de activitate, acțiunile care constituie motive rezonabile pentru demisia Guvernului. După ce a fost respins de majoritatea parlamentară, la scurt timp, comuniștii au venit cu un document similar, care, în final, a fost susținut, iar Guvernul demis. Proiectul integral al Moțiunii  de  Cenzură  „RETRAGEREA  ÎNCREDERII  GUVERNULUI  REPUBLICII  MOLDOVA”:
 Arhivat în 13 iulie 2013, la Wayback Machine.
La 16 iulie 2013, Curtea Constituțională a admis parțial sesizarea depusă de deputatul Mihai Godea, Președintele PAD, privind incompatibilitățile statutului alesului local. Astfel, aleșii locali care și-au obținut deja mandatul, n-au căzut  sub incidența legii nr. 168, prin care  în iulie 2012 s-au operat modificări la Legea cu privire la Statutul alesului local. Potrivit acesteia, una dintre noile prevederi stabilește că angajații subdiviziunilor adminstrației publice locale devin incompatibili cu funcția de ales local, adică de consilier local sau raional. În acest mod, categorii largi de cetățeni, precum profesori, învățători, angajați ai caselor de cultură, ai spitalelor raionale etc, sunt forțați să renunțe la locul lor de muncă, dacă vor să activeze ca și consilieri locali sau raionali. [nefuncțională – arhivă]

La 20 iunie 2013, la inițiativa lui Mihai Godea, Parlamentul de la Chișinău a dezbătut cu ușile închise ultimele evoluții în relația dintre Chișinău și Tiraspol, după ce autoritățile nerecunoscute din regiunea transnistreană au decis semnarea legii privind o așa-numită „frontieră de stat”. 

### Inițiative legislative
- Proiectul de Lege privind modificarea și completarea Legii nr.64-XII, din 31 mai 1990, cu privire la Guvern (privind crearea Ministerului Relațiilor cu Diaspora și Reintegrării Migranților)

 Arhivat în 13 iulie 2013, la Wayback Machine.
- Proiectul legii pentru modificarea și completarea unor acte legislative (Legea cu privire la procedura de alegere a Președintelui RM – art.3, 5, 7; Legea privind verificarea titularilor și a candidaților la funcții publice – art.5)

 Arhivat în 13 iulie 2013, la Wayback Machine.
- Proiectul legii pentru modificarea și completarea unor acte legislative (Legea cu privire la procedura de alegere a Președintelui RM – art.1, 2, 3, ș.a.; Legea privind verificarea titularilor și a candidaților la funcții publice – art.5; ș.a.)

[nefuncțională – arhivă]

- Proiectul de Lege pentru modificarea și completarea articolului 16 al Codului penal (se propune pentru a reduce posibilitățile legale de evitare a răspunderii penale pentru fapte de corupție și prevede calificarea drept infracțiuni grave a infracțiunilor (faptelor) comise de persoane cu funcții de răspundere, din toate autoritățile și instituțiile publice)

 Arhivat în 13 iulie 2013, la Wayback Machine.
- Proiectul de Lege pentru completarea Codului fiscal (cu privire la taxa pentru parcări publice)

 Arhivat în 13 iulie 2013, la Wayback Machine.

### Familie
Este căsătorit și are 2 copii.